# Austrochloritis ascensa
Austrochloritis ascensalà một loài động vật chân bụng trong họ Camaenidae. Nó là loài đặc hữu của Úc.